# Johann Heinrich Widerkehr

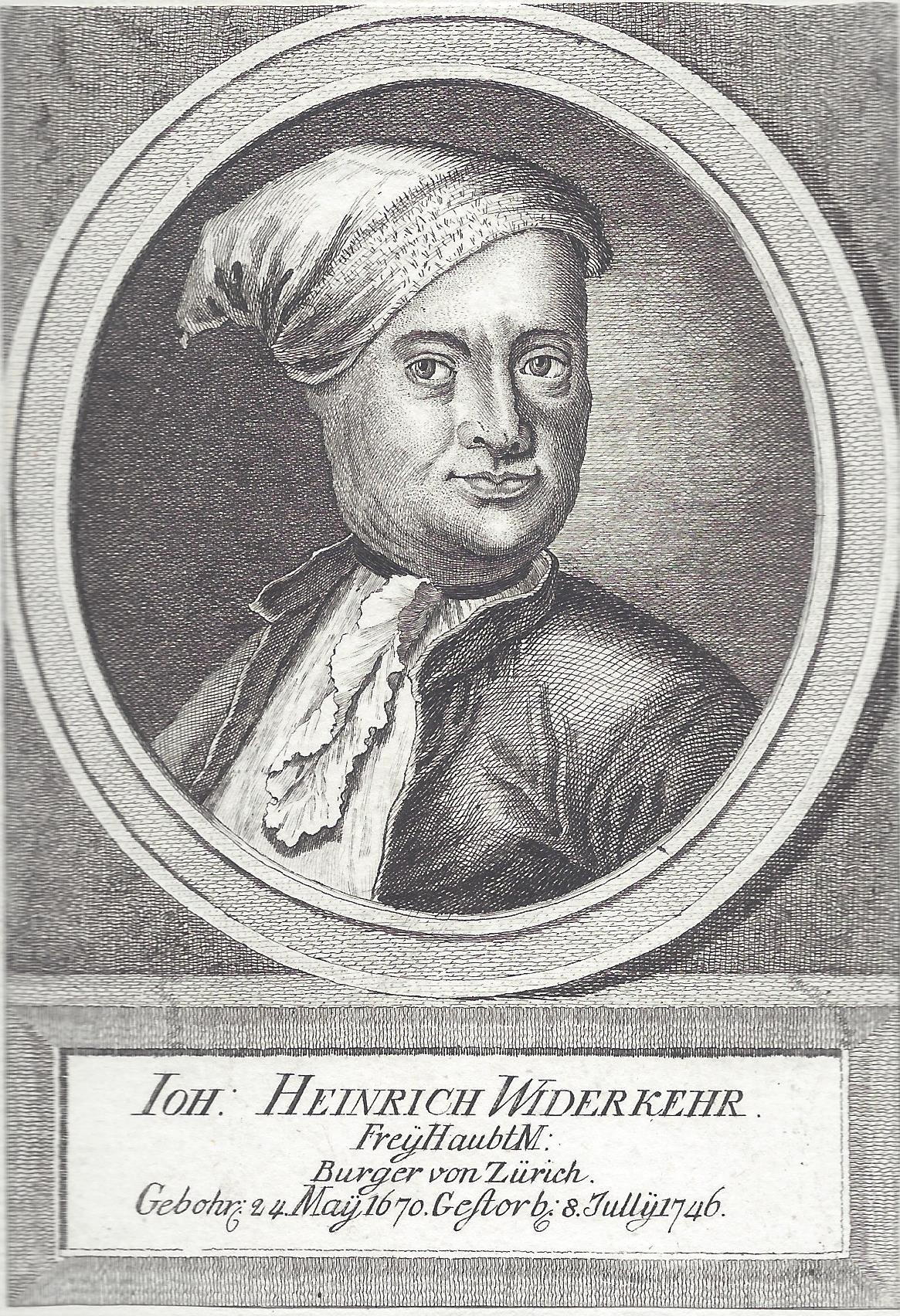
Johann Heinrich Widerkehr mit Phrygischer Mütze, postumes anonymes Porträt um 1790

Johann Heinrich Widerkehr (* 24. Mai 1670 in Zürich; † 8. Juli 1746 ebenda) war ein oppositioneller Schweizer Politiker und stammte aus einer Zürcher Zunftmeisterfamilie.

## Leben
Über die Lebensumstände Johann Heinrich Widerkehrs ist wenig bekannt. Er bekleidete die Position eines Zürcher Freihauptmanns. Nachdem der Zürcher Rat im Dezember 1734 das Versammlungsrecht der gemeinen Zünfte beschnitten hatte, ergriff Widerkehr am 9. Dezember 1736 auf einem Bott im Haus der Zunft zum Kämbel das Wort und opponierte gegen den Beschluss des Rates. Aufgrund seiner ungebührlichen und bedenklichen Reden wurde er umgehend arrestiert und im Rathaus gefangen gesetzt. Die Verhaftung Widerkehrs führte zu Unruhen und Drohungen, Widerkehr zu befreien und die Zeughäuser zu besetzen. Unter Druck relativierte Widerkehr seine Vorwürfe. Der in der Vorgehensweise uneinige Rat sah von einer Bestrafung Widerkehrs ab. Damit folgte er seiner ersten Option, «man solle den schlafenden Hund nit aufweken». Alternativ war angedacht, Widerkehr in den Wellenberg, dem Kriminalturm in der Limmat, oder im Rathaus aufs schärfste zu inhaftieren.
Der Widerkehrische Aufstand gehört in eine Reihe von innerstädtischen Auseinandersetzungen in der Alten Eidgenossenschaft, bei denen sich die unteren Stände auf ihre hergekommenen Freiheiten beriefen und sich gegen absolutistische Bestrebungen der regierenden Familien wehrten.